# Сельцо-Горка
Сельцо-Горка — деревня в Староладожском сельском поселении Волховского района Ленинградской области.

## История
На карте Санкт-Петербургской губернии 1792 года А. М. Вильбрехта на месте современной деревни упоминается село Люпша.
На карте Санкт-Петербургской губернии Ф. Ф. Шуберта 1834 года на месте современной деревни обозначена усадьба помещика Бестужева.

ЛЮБША — деревня принадлежит поручице Долговосабуровой, лейтенанту флота Осташеву и майору Неверчалову, число жителей по ревизии: 32 м. п., 29 ж. п. (1838 год)

ЛЮБША — деревня статской советницы Измайловой и господ Осташевых, по просёлочной дороге, число дворов — 3, число душ — 13 м. п. (1856 год)

ЛЮБША — мыза владельческая при реке Волхове, число дворов — 2, число жителей: 8 м. п., 6 ж. п. (1862 год)

Согласно епархиальным сведениям 1899 года деревня относилась к приходу церкви Василия Великого (Преображенская) Васильевского погоста в деревне Чернавино.
В конце XIX — начале XX века Любша административно относилась к Иссадской волости 2-го стана Новоладожского уезда Санкт-Петербургской губернии.
Согласно карте Петроградской и Новгородской губерний издания 1915 года на месте современной деревни находилась мыза.
Согласно данным переписи населения СССР 1926 года на хуторе Любша Чернавинского сельсовета Октябрьской волости Волховского уезда проживали 2 человека — все русские.
По данным 1933 года деревня в составе Волховского района не значилась.

Земли деревни Сельцо-Горка на карте 1941 года

По данным 1966, 1973 и 1990 годов деревня Сельцо-Горка входила в состав Староладожского сельсовета.
В 1997 году в деревне Сельцо-Горка Староладожской волости проживал 1 человек, в 2002 году — также 1 человек (русский).
В 2007 году в деревне Сельцо-Горка Староладожского СП — также 1.

## География
Деревня расположена в западной части района на автодороге 41К-059 (Волхов — Бабино — Иссад), к северо-востоку от центра поселения села Старая Ладога.
Расстояние до административного центра поселения — 23 км.
Расстояние до ближайшей железнодорожной станции Волховстрой I — 12 км.
Деревня находится на правом берегу реки Волхов при впадении в неё реки Любша.

## Демография
| 2007 | 2010 | 2017 |
| ---- | ---- | ---- |
| 1    | ↘0   | →0   |

Согласно данным Всероссийской переписи населения 2021 года в деревне постоянного населения не было.

## Достопримечательности
- Любшанская крепость — древнейшая каменно-земляная крепость на территории Древней Руси на месте бывшего устья реки Волхов. Была возведена на рубеже VI—VII веков, как острог финно-угорских племён на месте более древнего поселения, около 700 года перестроена на каменном основании и прекратила своё существование к X веку вследствие изменения гидрологического рельефа местности[20]
- Парк усадьбы Любша, принадлежавшей помещице Надежде Константиновне Измайловой